# Ali ibn Ismail
Ali ibn Ismail (arab. علي الأعرج بن إسماعيل = Ali al-Iradż ibn Ismail, zm. 1737 w Fezie) – sułtan Maroka z dynastii Alawitów, syn Mulaja Ismaila.

## Życiorys
Odsunąwszy od władzy swojego brata Abdullaha, zasiadł na tronie 28 sierpnia 1734 roku w okresie chaosu i walk sukcesyjnych, jakie rozgorzały po śmierci sułtana Mulaja Ismaila. 14 lutego 1736 roku został jednak obalony, a na tron powrócił sułtan Abdullah.